# Антуан Франсуа Прево
Антуа́н Франсуа́ Прево́, більш відомий як аба́т Прево́ (фр. Antoine François Prévost, 1 квітня 1697, Еден, Артуа, Франція — 25 листопада 1763, Париж, Франція) — французький письменник та релігійний діяч, автор і видавець декількох популярних романів і журналів. Автор відомого роману «Манон Леско».

## Життєпис
Майбутній абат Прево народився 1 квітня 1697 року в родині Льєвена Прево і Марії Дюкле. Його батько обіймав посаду королівського прокурора в місті Едені, що в провінції Артуа. Антуан Франсуа був другою дитиною з п'яти.
З 1711 року хлопець вчиться в єзуїтському колежі, готуючи себе до духовної кар'єри. В школі єзуїтів він виявив добрі здібності. Освіту продовжив у відомому тоді училищі короля Генриха IV, центрі гуманітарних і богословських наук. Однак в 1715 році несподівано відмовився від кар'єри священика заради кар'єри вояка. Після дворічної служби в полку Прево не витримав муштри і став дезертиром. Майже рік витратив на те, щоби знову бути прийнятим до лав єзуїтів, але йому відмовили. Знову став військовим і програв велику суму грошей. Сплатити борг не мав чим, а обурений батько відмовив шалапуту-сину в допомозі. В цей час задля сплати боргу юнак підробив вексель.

### Початок духовної кар'єри

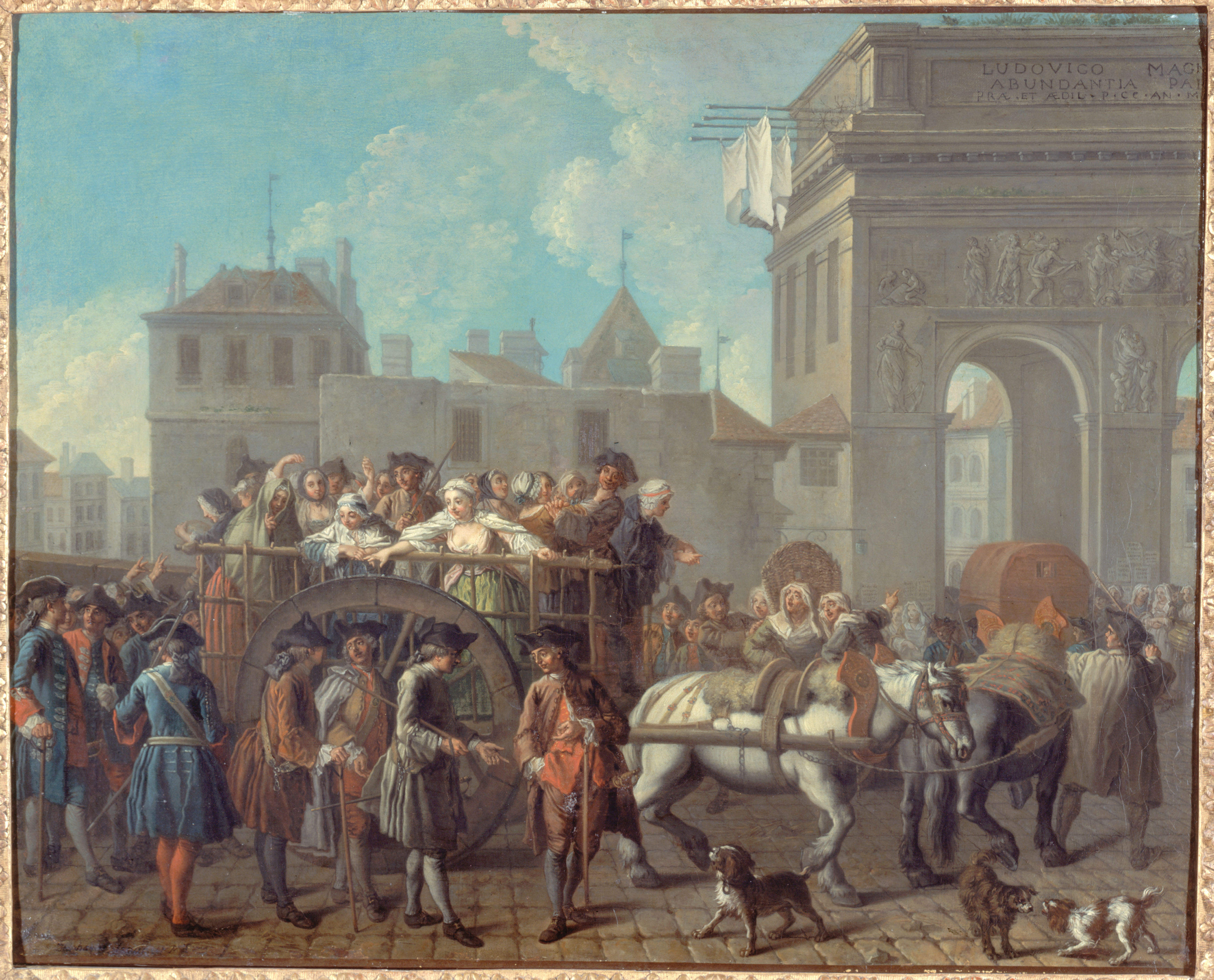
Худ. Етьєн Жора. Конвой повій у монастир Сальпетрієр, звідки втік абат Прево.

Антуан Франсуа Прево вступив до бенедиктинського монастиря Сен-Вандрій, розташованого поблизу Руана. У 1721 році він став ченцем. Молодий і нестримний в бажаннях чернець, що багато знав і багато мандрував, не міг задовольнитися монастирським життям. Він вивчає богослів'я, викладає в колежі, починає писати і водночас міняє монастирі. За сім років чернечого життя змінив вісім монастирів. Зберігся лист, в якому Прево визнав «я ні в якій якості не здатен для чернечого життя». Тим не менше у 1726 році він отримує сан священника, від цього часу його починають називати абатом. Через рік він опинився в паризькому абатстві Сен-Жермен-де-Пре, але вже у другій половині 1728 року, коли з друку вийшов його «Нотатки і пригоди шляхетної особи, що залишила світ», він розсварився з керівництвом і втік з монастиря. Був виписаний ордер на арешт, однак абат Прево встиг емігрувати в Англію, де перейшов у протестанство.

### Роки еміграції
П'ять років Антуан Франсуа Прево перебував у еміграції, жив поперемінно в Англії і Голландії як світська людина. Мав декілька любовних романів, в тому числі був палко закоханий в голландську авантюристку і куртизанку Ленкі. В цей період свого життя Прево заснував літературний журнал «За та Проти», в якому протягом 1733—1740 років друкував майже виключно власні твори. Видання мало чималу популярність, сильно розвинуло літературні здібності автора, але не принесло матеріального прибутку і незалежності. Він знову надумав повернутися у Францію.

### Повернення
Захист вельможних меценатів, шанувальників його літературного таланту, надав можливість повернутися в Париж. Абат Прево отримав відпущення гріхів від папи Климента XII і повернувся до католицької церкви. Його захистив французький кардинал Буассі. Наприкінці 1735 року абат Прево обіймає посаду духівника, а згодом особистого історіографа принца Конде, але без матеріального утримання. У 1740-х роках його життя поступово налагоджується і входить у спокійне річище. В цей період абат Прево багато пише, перекладає, видає. Серед його паризьких знайомих багато відомих письменників, він відновлює листування з Вольтером, знайомиться з Жаном-Жаком Руссо. Він знову стає священником у 1754 році, цього разу в паризькому передмісті Сен Фірмен. Абат Прево помер раптово 25 листопада 1763 року від крововиливу у мозок, що стався з ним під час прогулянки.

## Скандальний твір

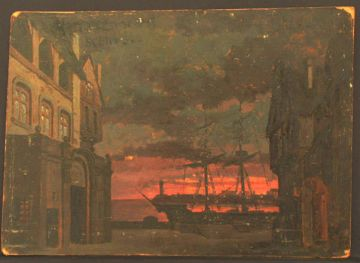
Порт Гавр, ескіз декорації, ІІІ акт вистави «Манон Леско»,Турин, 1893 р.

«Історія кавалера де Гріє та Манон Леско» стала найвідомішим і найскандальнішим твором абата. Ймовірно, створена ще за часів його перебування в еміграції, книга була надрукована вперше в сьомому томі «Щоденників шляхетної особи». Але видання, не пов'язане сюжетом з «Щоденниками шляхетної особи», отримало власне і довге життя. Духовна влада Франції заборонила книгу в країні. Але її друкували і поширювали таємно. Вимушеним визнанням книги став коментар тодішньої «Паризької придворної і міської газети»: «Роман створений з такою майстерністю і так захопливо, що навіть добропорядні особи співчувають шахраю та повії».
Сюжет роману буде використаний для опер Жуля Массне та Обера, для опери Джакомо Пуччіні та балету Галеві.